# Kim Seon-young
Kim Seon-young (kor. 김선영 ;ur. 23 lutego 1979) – południowokoreańska judoczka. Brązowa medalistka olimpijska z Sydney 2000, w wadze ciężkiej.
Srebrna medalistka mistrzostw Azji w 2000 i brązowa w 1996 i 1999 roku.

## Letnie Igrzyska Olimpijskie 2000
| Konkurencja | Rundy eliminacyjne    | Repasaże                | Repasaże                 | Repasaże             | Finały                | Klas. końcowa |
| Konkurencja | Przeciwnik I          | Przeciwnik I            | Przeciwnik II            | Przeciwnik III       | o 3 miejsce           | Miejsce       |
| ----------- | --------------------- | ----------------------- | ------------------------ | -------------------- | --------------------- | ------------- |
| +78 kg      | Daima Beltrán (CUB) P | Caroline Curren (AUS) Z | Brigitte Olivier (BEL) Z | Irina Rodina (RUS) Z | Sandra Köppen (GER) Z | 3.            |